# Wurzacher Ried und Rohrsee
Das Gebiet Wurzacher Ried und Rohrsee ist ein nach der Richtlinie 92/43/EWG (Fauna-Flora-Habitat-Richtlinie) ausgewiesenes Schutzgebiet (Schutzgebietskennung DE-8025-341) im Südosten des deutschen Landes Baden-Württemberg. Es wurde 2005 durch das Regierungspräsidium Tübingen angemeldet. Mit Verordnung des Regierungspräsidiums Tübingen zur Festlegung der Gebiete von gemeinschaftlicher Bedeutung vom 5. November 2018 (in Kraft getreten am 11. Januar 2019), wurde das Schutzgebiet ausgewiesen.

## Lage
Das rund 1.900 Hektar große Schutzgebiet Wurzacher Ried und Rohrsee gehört naturräumlich zum Westallgäuer Hügelland und den Riß-Aitrach-Platten. Seine beiden Teilgebiete liegen nördlich von Bad Wurzach im Bereich des Wurzacher Rieds und westlich des Stadtteils Rohrbach im Bereich des Rohrsees auf einer Höhe von rund 660 m ü. NHN.

## Beschreibung
Das Schutzgebiet Wurzacher Ried und Rohrsee wird als „großer Moorkomplex (Hoch-, Nieder- und Zwischenmoorbereiche) mit naturnahen Moorbächen, Moorwäldern, Quellseen und extensiv genutztem Grünland in den Randbereichen sowie größerem natürlichem eutrophen See ohne Abfluss und einer Verbindung zwischen den Teilgebieten über das Grundwasser“ beschrieben.

## Lebensräume
Das Schutzgebiet, ein vermoortes Becken zwischen Würm- und Rißendmoräne mit zum Teil bis zu zwölf Meter mächtigen Torfschichten und Zeugnissen für frühere Nutzungen (bäuerliche Torfstiche, industrieller Torfabbau, extensive
Streuwiesennutzung), der größte intakte Hochmoorschild Mitteleuropas sowie einem Toteissee im Bereich der Würmendmoräne ist ein Reliktstandort zahlreicher arktischer und nordischer Tier- und Pflanzenarten mit einem der größten eutrophen Seen Oberschwabens und großer avifaunistischer Bedeutung.

## Schutzzweck

### Lebensraumtypen
Folgende Lebensraumtypen nach Anhang I der FFH-Richtlinie kommen im Gebiet vor:
| EU Code | * | Lebensraumtyp (offizielle Bezeichnung)                                                                          | Kurzbezeichnung                                              |
| ------- | - | --- | ------------------------------------------------------------ |
| 3140    |   | Oligo- bis mesotrophe kalkhaltige Gewässer mit benthischer Vegetation aus Armleuchteralgen                      | Kalkreiche, nährstoffarme Stillgewässer mit Armleuchteralgen |
| 3150    |   | Natürliche eutrophe Seen mit einer Vegetation des Magnopotamions oder Hydrocharitions                           | Natürliche nährstoffreiche Seen                              |
| 3160    |   | Dystrophe Seen und Teiche                                                                                       | Dystrophe Seen                                               |
| 3260    |   | Flüsse der planaren bis montanen Stufe mit Vegetation des Ranunculion fluitantis und des Callitricho-Batrachion | Fließgewässer mit flutender Wasservegetation                 |
| 6410    |   | Pfeifengraswiesen auf kalkreichem Boden, torfigen und tonig-schluffigen Böden (Molinion caeruleae)              | Pfeifengraswiesen                                            |
| 6430    |   | Feuchte Hochstaudenfluren der planaren und montanen bis alpinen Stufe                                           | Feuchte Hochstaudenfluren                                    |
| 7110    |   | Lebende Hochmoore                                                                                               | Naturnahe Hochmoore                                          |
| 7120    | * | Noch renaturierungsfähige degradierte Hochmoore                                                                 | Geschädigte Hochmoore                                        |
| 7140    |   | Übergangs- und Schwingrasenmoore                                                                                | Übergangs- und Schwingrasenmoore                             |
| 7150    |   | Torfmoor-Schlenken (Rhynchosporion)                                                                             | Torfmoor-Schlenken                                           |
| 7210    | * | Kalkreiche Sümpfe mit Cladium mariscus und Arten des Caricion davallianae                                       | Kalkreiche Sümpfe mit Schneidried                            |
| 7220    | * | Kalktuffquellen (Cratoneurion)                                                                                  | Kalktuffquellen                                              |
| 7230    |   | Kalkreiche Niedermoore                                                                                          | Kalkreiche Niedermoore                                       |
| 91D0    | * | Moorwälder | Moorwälder                                                   |
| 91E0    | * | Auen-Wälder mit Alnus glutinosa und Fraxinus excelsior (Alno-Padion, Alnion incanae, Salicion albae)            | Auenwälder mit Erle, Esche, Weide                            |

### Lebensraumklassen
|                                                        |                                                        |  |      |      |
| Nichtwaldgebiete mit hölzernen Pflanzen, Gestrüpp usw. | Nichtwaldgebiete mit hölzernen Pflanzen, Gestrüpp usw. |  | 1 %  | 1 %  |
| Laubwald                                               | Laubwald                                               |  | 3 %  | 3 %  |
| Mischwald                                              | Mischwald                                              |  | 13 % | 13 % |
| Nadelwald                                              | Nadelwald                                              |  | 22 % | 22 % |
| Feuchtes und mesophiles Grünland                       | Feuchtes und mesophiles Grünland                       |  | 21 % | 21 % |
| Binnengewässer, fließend und stehend                   | Binnengewässer, fließend und stehend                   |  | 3 %  | 3 %  |
| Moore, Sümpfe, Uferbewuchs                             | Moore, Sümpfe, Uferbewuchs                             |  | 32 % | 32 % |
| anderes Ackerland                                      | anderes Ackerland                                      |  | 1 %  | 1 %  |
|                                                        |                                                        |  |      |      |

### Arteninventar
Folgende Arten von gemeinschaftlichem Interesse kommen im Gebiet vor:
| Bild                        | EU Code | * | Art                         | wissenschaftlicher Name  | Artengruppe           |
| --------------------------- | ------- | - | --------------------------- | ------------------------ | --------------------- |
| Schmale Windelschnecke      | 1014    |   | Schmale Windelschnecke      | Vertigo angustior        | Schnecken             |
| Bauchige Windelschnecke     | 1016    |   | Bauchige Windelschnecke     | Vertigo moulinisana      | Schnecken             |
| Große Moosjungfer           | 1042    |   | Große Moosjungfer           | Leucorrhinia pectoralis  | Libellen              |
| Groppe                      | 1163    |   | Groppe                      | Cottus gobio             | Fische und Rundmäuler |
| Kammmolch                   | 1166    |   | Kammmolch                   | Triturus cristatus       | Amphibien             |
| Biber                       | 1337    |   | Biber                       | Castor fiber             | Säugetiere            |
| Firnisglänzendes Sichelmoos | 1381    |   | Firnisglänzendes Sichelmoos | Drepanocladus vernicosus | Moose                 |
| Sumpf-Glanzkraut            | 1903    |   | Sumpf-Glanzkraut            | Liparis loeselii         | Pflanzen              |

### Zusammenhängende Schutzgebiete
Das FFH-Gebiet ist beinahe deckungsgleich mit den Naturschutzgebieten Wurzacher Ried und Rohrsee sowie mit den gleichnamigen Vogelschutzgebieten.